# 둔포중학교
둔포중학교(屯浦中學校)는 대한민국 충청남도 아산시 둔포면 둔포리에 있는 사립 중학교이다.

## 학교 연혁
- 1951년 12월 3일 : 학교법인 계광학원 설립
- 1952년 12월 25일 : 둔포고등공민학교 설립
- 1954년 2월 19일 : 둔포중학교 설립 (학년당 1학급 총 3학급)
- 1968년 1월 19일 : 학교법인 조광학원으로 변경
- 1968년 1월 19일 : 조광양 이사장 취임
- 2020년 3월 1일 : 충남 혁신학교 지정(2020~2023)
- 2024년 1월 5일 : 제70회 졸업식(52명, 총계 12,283명)
- 2024년 3월 4일 : 충남 혁신학교 지정(2024~2027)
- 2024년 3월 4일 : 2024학년도 입학식(76명)
- 2024년 3월 4일 : 제14대 김대중 교장 취임

## 참고 자료
- 둔포중학교 - 한국교육학술정보원 학교알리미